# Usedomer Gesteinsgarten

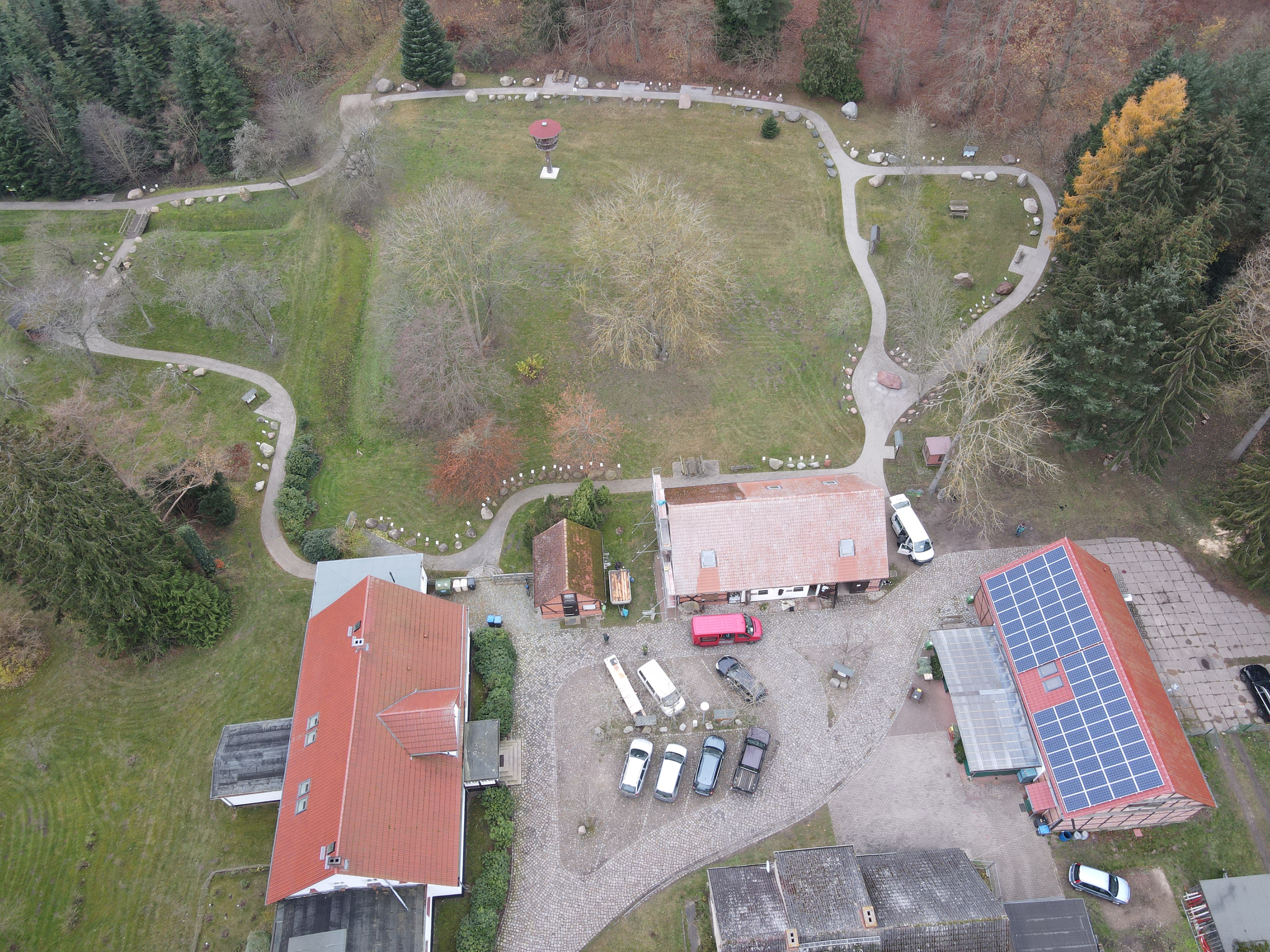
Drohnenaufnahme des Usedomer Gesteinsgartens mit den Gebäuden des Forstamts Neu Pudagla (Blickrichtung West)

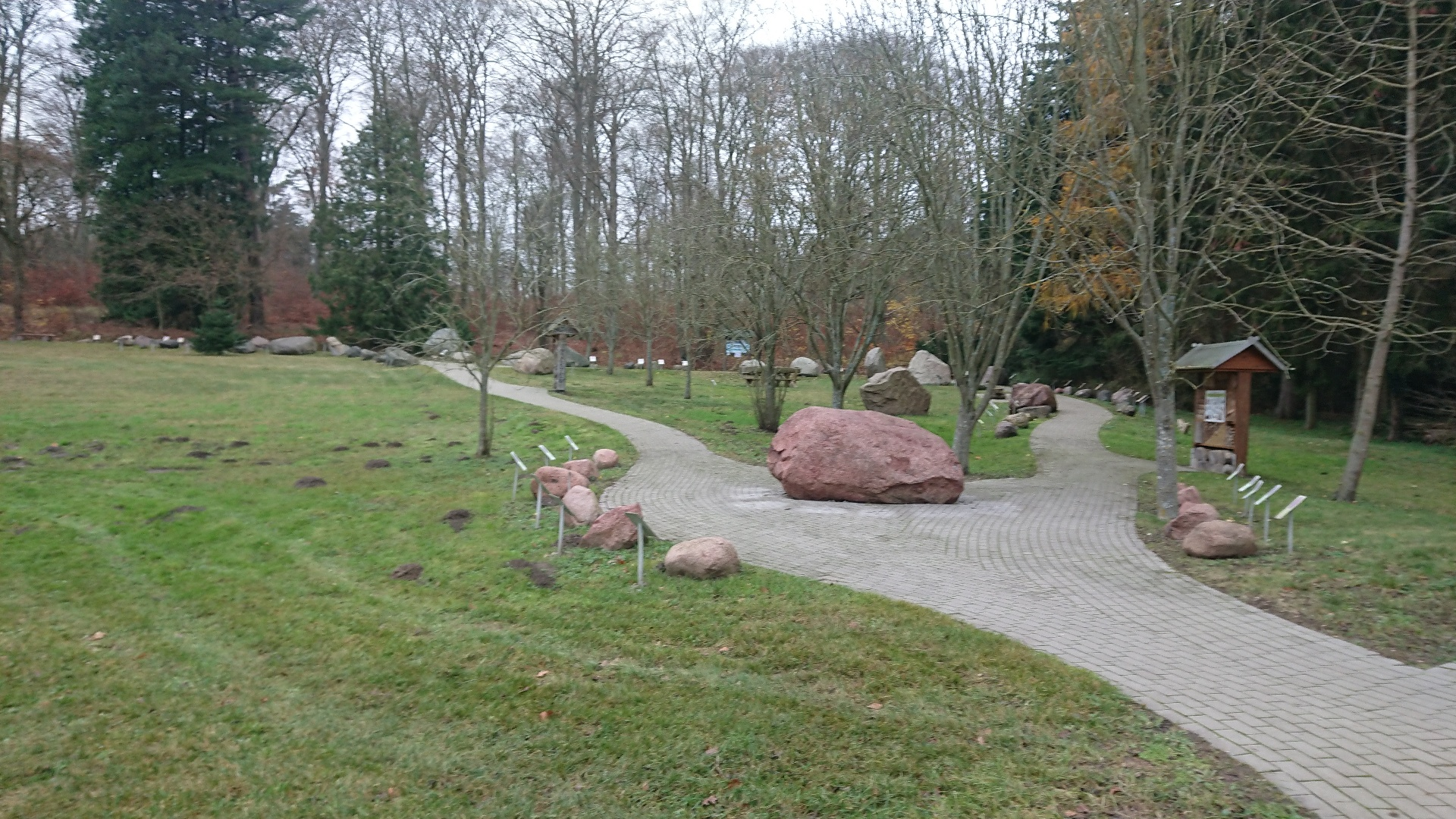
Blick in den Gesteinsgarten im Herbst 2020

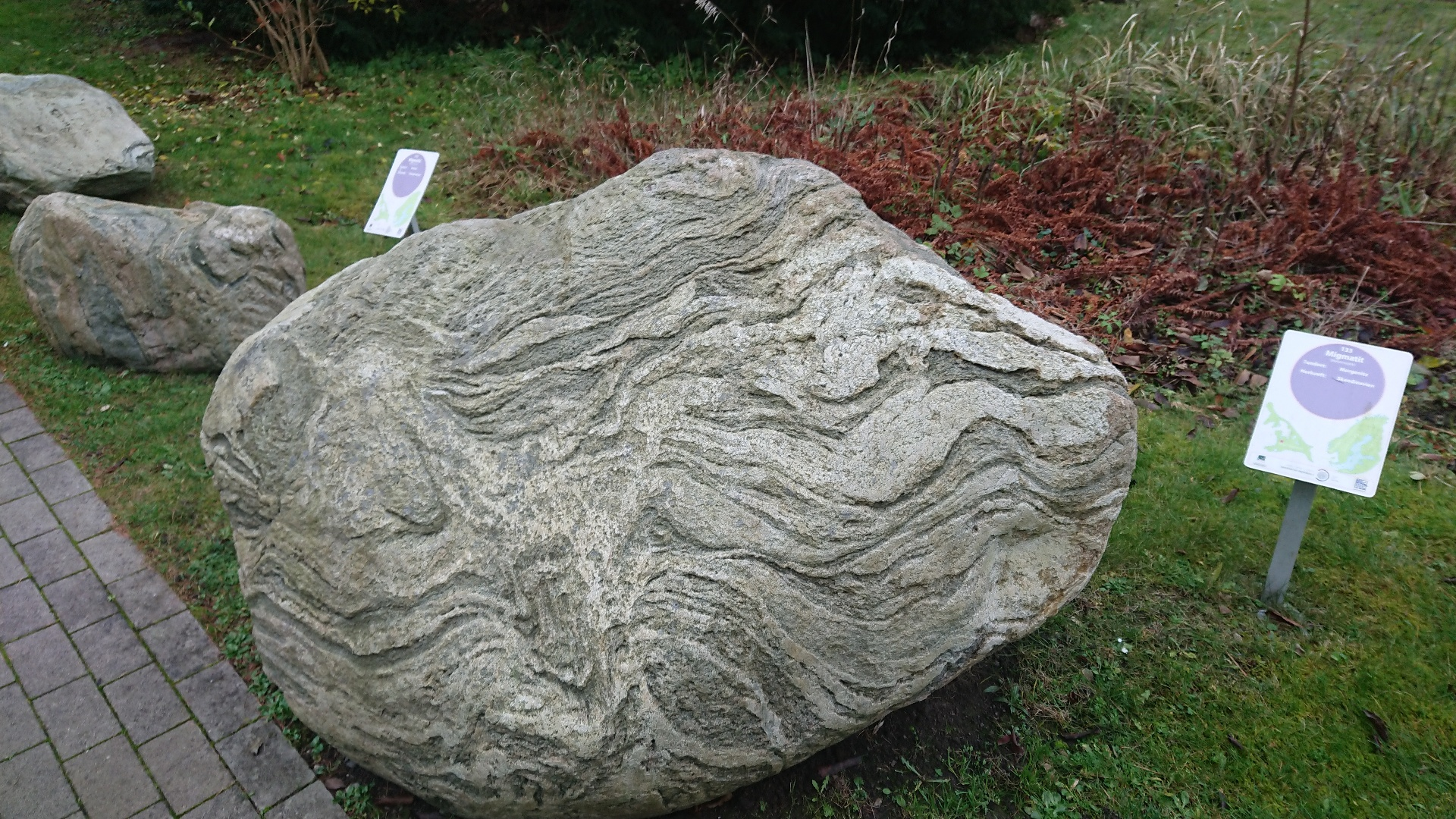
Ein besonderer Findling: der Migmatit

Der Usedomer Gesteinsgarten am Forstamt Neu Pudagla liegt zwischen den Ortschaften Ückeritz und Bansin. Auf einem ungefähr 300 m langen Rundweg sind 155 Findlinge ausgestellt. Diese Findlinge wurden mit einer Ausnahme alle auf der Insel Usedom gefunden. Die Ausnahme ist ein noritischer Gabbro, der im Dezember 2020 in die Ausstellung gekommen ist. Dieses Gestein wurde 1987 durch die Polarstern vor der Antarktis geborgen und gelangte auf Umwegen in den Usedomer Gesteinsgarten. Alle Gesteine wurden während der letzten Eiszeiten von Gletschern transportiert. Die Herkunftsgebiete der Gesteine sind somit nördlich von Usedom gelegen und umfassen das südliche Ostseebecken sowie Teile Schwedens und Finnlands. Mit Magmatiten, Sedimenten und Metamorphiten sind die drei großen Gesteinsgruppen vorhanden. Mit ungefähr 2 Milliarden Jahren sind die Gesteine aus dem Uppland in Schweden die ältesten, die kreidezeitlichen Feuersteine mit ungefähr 80 Millionen Jahre die jüngsten Exponate. Bei der Auswahl der Gesteine stand in erster Linie die Bestimmbarkeit des Herkunftsgebietes im Vordergrund. Diese sogenannten Leitgeschiebe werden ergänzt durch Ausstellungsstücke, die eine besondere Petrographie haben. Ebenfalls in die Ausstellung aufgenommen wurden optisch ansprechende Gesteine. Die Exponate zeichnen sich auch durch ihre Größe aus. Auf diese Weise soll Vandalismus verhindert werden. Das schwerste Gestein wiegt 11 t. Die Gesteine sind nach Herkunftsgebieten geordnet in der Ausstellung angeordnet. Die Besucher können somit einen Rundweg über Bornholm, Süd- und Zentralschweden nach Finnland und durch das Ostseebecken zurück über Rügen nach Usedom erleben. Das Informationsangebot umfasst kleine Schilder, auf denen zu jedem Exponat die wichtigsten Metadaten, inklusive Fundort, Alter und Herkunft angegeben sind. Auf größeren Tafeln werden allgemeinere Informationen vermittelt. Zu der Ausstellung ist ein kostenloses Faltblatt erhältlich. Der Rundweg ist eingebettet in eine gepflegte, parkähnliche Anlage mit Bänken und Picknicktischen. Teilweise führt der Weg durch eine alte Streuobstwiese. Die Ausstellung ist ganzjährig und ganztägig kostenfrei geöffnet.

## Geschichte
Die Geschichte des Gesteinsgartens geht bis 1997 zurück. Zu diesem Zeitpunkt wurde ein Kooperationsabkommen zwischen dem Forstamt und dem Institut für Geographie und Geologie der Universität Greifswald geschlossen. Die offizielle Eröffnung des Gesteinsgartens erfolgte im Jahr 1999. Als Spiritus rector der Ausstellung gilt der damalige Leiter des Forstamtes  Norbert Sündermann. Die Einrichtung war Außenstandort der Internationalen Gartenausstellung im Jahr 2003. Seit 2015 ist die Ausstellung auch  barrierefrei zugänglich. Im Dezember 2020 wurde durch das Institut für Geowissenschaften der Universität Bonn ein Videoguide zur Ausstellung angelegt, abrufbar über die App OutcropWizard.

## Besondere Exponate

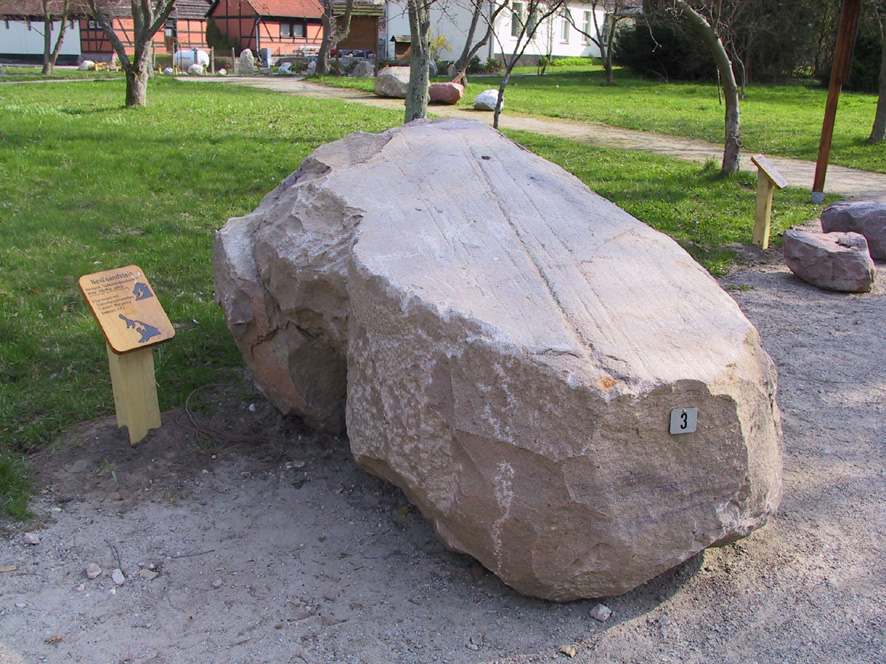
Eines der besonderen Exponate ist der Nexösandstein (Herkunft: Bornholm). Besonders gut zu erkennen sind hier die parallelen Gletscherschrammen auf der Oberfläche.

Zu den hervor zu hebenden Gesteinen der Usedomer Geschieben zählt ein besonders schöner Migmatit mit den für dieses Gestein typischen Entmischungserscheinungen. Mit einer Kantenlänge von über 2 m ist der unterkambrische Nexösandstein von Bornholm erwähnenswert. Auf der glattgeschliffenen Oberfläche sind deutlich parallele Gletscherschrammen erkennbar. Das polymikte Konglomerat ist eine Besonderheit, da ein ähnliches Stück bisher nicht bekannt ist und auch das Herkunftsgebiet bisher nicht identifiziert wurde.